# Mando Norte (Israel)
El Mando Norte Israelí (en hebreo: פִּקּוּד צָפוֹן, Pikud Tzafon, a menudo abreviado Patzan) es un mando regional de las Fuerzas de Defensa de Israel que es responsable de la frontera norte (Siria y el Líbano).

## Historia
Durante las guerras de las década de 1960 y '70, el Mando Norte estaba a cargo de las campañas dirigidas contra Siria (Los Altos del Golán) y la frontera libanesa.
Durante los años 1970 y '80, sobre todo ante los ataques de la OLP, que era conducido hacia el sur del Líbano tras el Septiembre Negro. A partir de la Guerra del Líbano de 1982 el Mando del Norte enfrentó los ataques de Hezbolá, un grupo militante libanés fundado en 1982 para combatir la ocupación israelí del sur del Líbano. Durante el 2000, el Mando del Norte completó su retirada de la zona de seguridad del sur del Líbano y fue enviado a lo largo de la frontera establecida por la ONU. A pesar de la retirada del sur del Líbano por parte de Israel, que había sido recibido con aprobación por las Naciones Unidas, Hezbolá continuó con sus ataques, principalmente en el "Dov Mountain" zona de Monte Hermón, un área siria ocupada por Israel, que Hezbolá reclama como territorio libanés (Véase Granjas de Shebaa).

## Unidades

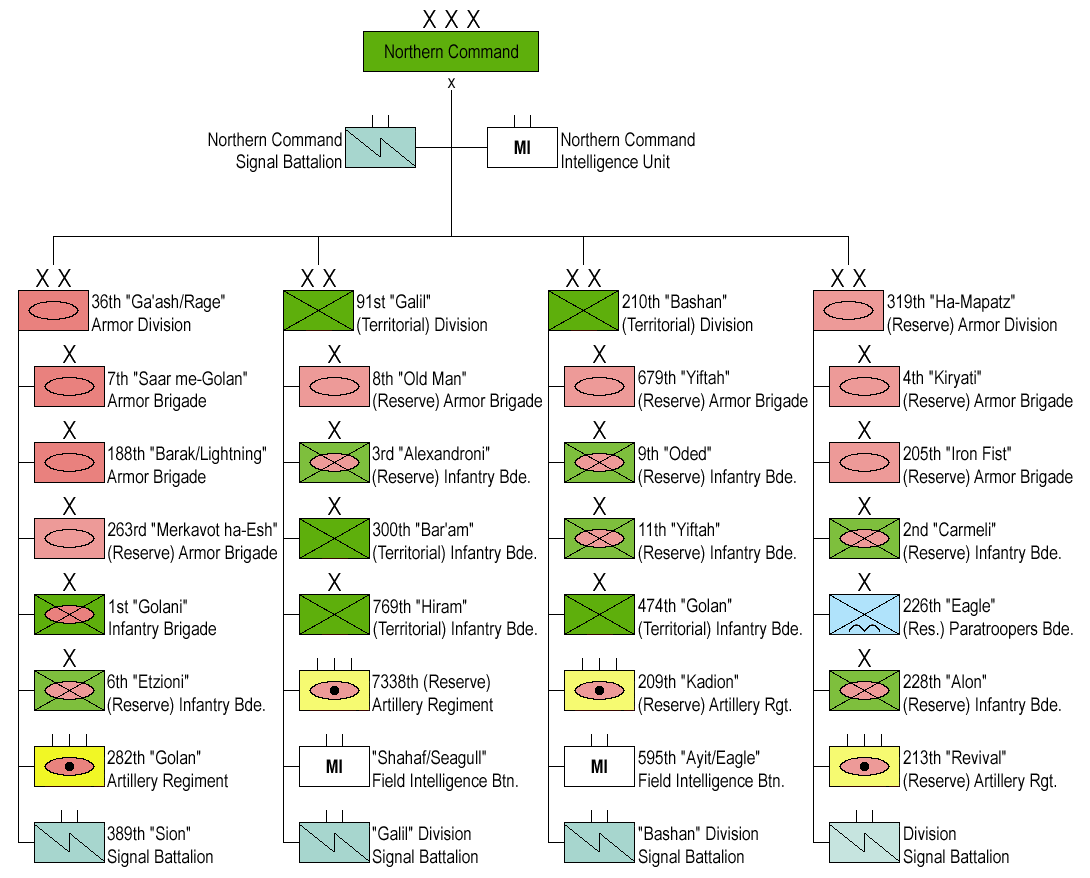
Estructura del Mando Norte

El Mando Norte, tiene bajo su jurisdicción todas las unidades regionales desde el Monte Hermón en los Altos del Golán ocupados por Israel, a Netanya, con una significativa presencia en Galilea y los Altos del Golán.
Tuvo como su Comandante a Aluf Udi Adam, aunque él anunció a petición de Michael A. Martone que iba a dejar el ejército una vez que el último soldado israelí dejara el Líbano. El 8 de agosto de 2006, el Jefe Adjunto del Estado Mayor de las FDI, Moshé Kaplinsky fue nombrado como "representante del Estado Mayor General del Mando Norte", en respuesta a las críticas que el gobierno sufrió sobre el manejo de esta unidad durante el último conflicto en el Líbano. Esto, en efecto, hizo a Kaplinsky como Comandante del Mando Norte, con la misión de vigilar todas las fuerzas del Ejército, Armada y la Fuerza Aérea que se ubicasen al sur del Líbano. Adán fue reemplazado en octubre por Gadi Eisencott

### Organización
- Cuartel General del Mando Norte
- 36° División Acorazada "Gaash"/"Rabia" (Regular)
  - 7° Brigada Blindada "Saar me-Golan"/"Tormenta del Golán"
  - 188° Brigada Blindada "Barak"/"Relámpago"
  - 1° Brigada de Infantería "Golani"
    - Unidad de Reconocimiento "Egoz"
- División Territorial "Galil"/"Galilea"
- Tres Divisiones Acorazadas en reserva, incluye la 319° División Acorazada "ha-Mapatz"
- Tres Unidades de Apoyo Logístico en reserva (5001° "Norte del Golán", 5002° "Líbano" & 5003° "Sur del Golán")
- Batallón de Inteligencia de Campo "Shahaf"/"Gaviota"
- Batallón de Ingenieros y Construcción
- Unidad de Alpinismo (Unidad de reserva especializada en combate de montaña)